# ویتالی موتکو
ویتالی موتکو (روسی: Виталий Леонтьевич Мутко؛ زادهٔ ۸ دسامبر ۱۹۵۸) یک سیاست‌مدار اهل روسیه است.